# Podmornice razreda Ščuka
Razred Ščuka (rusko Проект 671РТМ(К) Щука, Projekt 671RTM(K) Ščuka – evropska ščuka) je razred jurišnih jedrskih podmornic Sovjetske in Ruske vojne mornarice. S 26 enotami je najbolj množično proizvajan razred jedrskih podmornic Sovjetske in Ruske vojne mornarice.

## Zgodovina
Razred je konstruiral Sanktpeterburški morski biro strojništva »Malahit« pod vodstvom glavnega konstruktorja Georgija Černiševa na podlagi predhodnega razreda Jorš. Motivacija za razvoj novega razreda je bilo spoznanje Sovjetske vojne mornarice, da so obstoječe jedrske podmornice razredov Sjomga in Jorš tako hrupne, da jih ameriške podmornice zlahka odkrijejo. Tega se je Sovjetska zveza začela zavedati po razkritjih svojega vohuna v Ameriški vojni mornarici Johna Anthonyja Walkerja, ki je z Jerryjem Whitworthom in sodelavci zanje vohunil v letih 1968–1985 ter bil pozneje opisan kot »najbolj škodljiv sovjetski vohunski krog v zgodovini«.
Kot odgovor je bil razvit razred Ščuka, ki je prinesel več revolucionarnih tehnoloških novosti, kot so anehoične ploščice in viseča strojnica ter bil veliko manj hrupen.
Poleg tega je v začetku 1980-ih let Sovjetska zveza kupila opremo izdelovanje gladkejših in s tem tišjih propelerjev, ki so bili nameščeni zlasti na razred Ščuka-B. Sovjetska zveza je kupila opremo za devetosno rezkanje propelerjev japonskega podjetja Toshiba, skupaj z nadzorno programsko opremo norveškega podjetja Kongsberg Vaapenfabrik. Leta 1981 sta bili sklenjeni pogodbi med podjetjem Tehmašimport in posrednikom Toshibe, japonskim podjetjem Itochu za štiri rezkalne stroje MBP-110 ter med Tehmašimportom in podjetjem Kongsberg Trade, izvozno enoto podjetja Kongsverg Vaapenfabrik, za nadzorno opremo NC-2000 CNC. Stroji MBP-110, težki 220 t in vredni 17,4 mio USD, so decembra 1983 prispeli v leningrajsko Baltiško ladjedelnico, dodatni stroji za petosno rezkanje pa so prispeli leta 1984.
Šest podmornic je bilo izdelanih po izboljšanem dizajnu Projekt 671RTMK, dve podmornici dizajna Projekt 671RTM pa sta bili na to raven modernizirani pozneje. Izboljšan dizajn nosi kot glavno oborožitev izstrelke za napadanje kopenskih ciljev S-10 Granat z dosegom 2500 km.
Podmornice razreda Ščuka so sodelovale v legendarnih operacijah Sovjetske vojne mornarice v 1980-ih letih, namenjenih odkrivanju patruljnih območij ameriških strateških jedrskih podmornic: »Aport« (1985) in »Atrina« (1987) na Severni floti in »Samotni postopač« (1982), »Sveži veter« (1983–1984) in »Brkata sinica« (1985) na Tihooceanski floti. V sklopu operacije »Aport« so podmornice K-299, K-324 in K-502 odkrile več ameriških podmornic ob obali Nove Fundlandije, v sklopu operacije »Atrina« pa so podmornice K-244, K-298, K-299, K-524 in K-527 odkrile več ameriških podmornic v Sargaškem morju. Podmornice Tihooceanske flote so odkrivale ameriške strateške jedrske podmornice na območju ožine Juan de Fuca v sklopu operacij »Samotni postopač« (K-492), »Sveži veter« (K-360, K-507 in K-412) ter »Brkata sinica« (K-242, K-360 in K-492).
Podmornica K-324 se je 31. oktobra 1983 med patruljiranjem v Atlantskem oceanu s svojim propelerjem zapletla v vlečni sonar ameriške fregate USS McCloy, ki ga je uspelo Sovjetski zvezi pridobiti, analizirati in na tej podlagi izboljšati svojo tehnologijo vlečnih sonarjev.
Podmornica K-524 je leta 1985 odplula v Atlantski ocean po unikatni poti iz Arktičnega oceana ob zahodni obali Grenlandije do Baffinovega zaliva, kjer je spremljala letalonosilko America.
Nobena podmornica razreda ni bila izgubljena ali doživela hujše nesreče. Zaradi zmogljivosti, zanesljivosti in elegantnosti so podmornice razreda dobile vzdevek »črni princi«.
Leta 2021 sta v Ruski vojni mornarici še dve podmornici razreda Ščuka, Obninsk (aktivna, modernizirana 2011–2014 in 2020–2022) in Tambov (na modernizaciji 2015–2022).